# بهره‌وری انرژی

شدت انرژی اقتصادها (۱۹۹۰ تا ۲۰۱۵): شدت انرژی نشان‌دهنده این است که چه مقدار انرژی برای تولید یک واحد خروجی اقتصادی مصرف می‌شود. نسبت کمتر نشان می‌دهد که انرژی کمتری برای تولید یک واحد خروجی مصرف می‌شود.

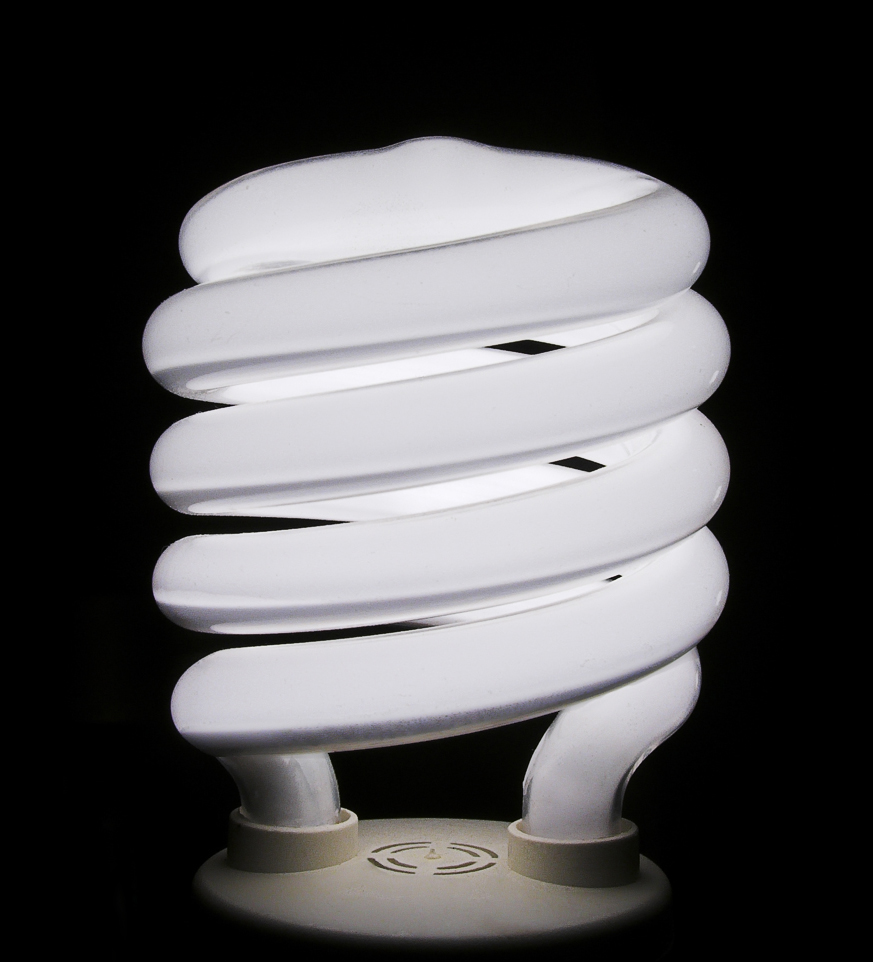
یک لامپ فلوئورسنت فشرده، که از زمان عرضه در دهه ۱۹۹۰ محبوب شده‌است.

بهره‌وری انرژی یا بازدهی انرژی (به انگلیسی: energy efficiency) یا بهینه‌سازی مصرف انرژی یا مصرف بهینه انرژی (به انگلیسی: Efficient energy use) کاستن از مقدار انرژی مورد نیاز برای فراهم آوردن کالاها و خدمات است. برای مثال، عایق‌بندی ساختمان باعث می‌شود در ساختمان انرژی گرمایش و سرمایش کمتری را برای دستیابی و حفظ یک دمای دلپذیر مصرف کرد. نصب لامپ فلورسنت، لامپ ال‌ئی‌دی مقدار انرژی مورد نیاز برای دستیابی به سطح همسان روشنایی در مقایسه با استفاده از لامپ رشته‌ای سنتی را کم می‌کند. ارتقای بهره‌وری انرژی عموماً با استفاده از فناوری یا فرایند تولید پربازده‌تر حاصل می‌شود.
بازدهی انرژی و انرژی تجدیدپذیر دو اصل انرژی پایدار شمرده می‌شوند.